# Kurabiedes
Les kurabiedes (grec: κουραμπιέδες) són unes pastes gregues a base de mantega i ametlles, cobertes de sucre. De vegades, un dels ingredients de la massa pot ser metaxà o qualsevol altre brandy. Es mengen en dates senyalades com Nadal o baptismes.